# Bazzano
Bazzano é uma comuna italiana da região da Emília-Romanha, província de Bolonha, com cerca de 6.103 habitantes. Estende-se por uma área de 13 km², tendo uma densidade populacional de 469 hab/km². Faz fronteira com Castelfranco Emilia (MO), Crespellano, Monteveglio, San Cesario sul Panaro (MO), Savignano sul Panaro (MO).
Pertence à rede das Cidades Cittaslow.

## Demografia
| Variação demográfica do município entre 1861 e 2011                               |
|                                                                                   |
| Fonte: Istituto Nazionale di Statistica (ISTAT) - Elaboração gráfica da Wikipedia |